# Gran Premio d'Ungheria 2004
Il Gran Premio d'Ungheria 2004 è stato un Gran Premio di Formula 1 disputato il 15 agosto 2004 allo Hungaroring di Budapest. La gara è stata vinta da Michael Schumacher su Ferrari, all'ottantaduesimo successo nel mondiale, davanti al compagno di squadra Rubens Barrichello e a Fernando Alonso su Renault. 
Con questi risultati la Ferrari si aggiudicò matematicamente il titolo costruttori per la sesta volta consecutiva, e si assicurò anche il titolo piloti in quanto l'unico in grado di poter superare Michael Schumacher con i punti ancora a disposizione da qui in avanti è il compagno di squadra Barrichello.

## Vigilia

### Aspetti sportivi
La Toyota licenziò Cristiano da Matta e lo sostituì con il terzo pilota Ricardo Zonta, fino a quel momento al volante durante le prove libere del venerdì; il collaudatore Ryan Briscoe fu a sua volta promosso a terzo pilota. L'avvicendamento fu motivato ufficialmente con le buone prestazioni messe in mostra da Zonta nei precedenti week-end di gara, ma le relazioni tra Da Matta, espressosi criticamente nei confronti della versione evoluta della Toyota portata in pista nel Gran Premio precedente, e la squadra (in particolare il nuovo direttore tecnico Mike Gascoyne) erano tese da tempo.
La Williams confermò Antônio Pizzonia come sostituto per l'infortunato Ralf Schumacher. La stessa Williams annunciò, nelle settimane successive al Gran Premio di Germania, l'ingaggio di Mark Webber e Jenson Button per la stagione 2005. Quest'ultimo trasferimento fu però contestato dalla BAR, che riteneva di avere un contratto valido con il pilota inglese e che la clausola sfruttata dallo stesso per liberarsi (il fatto che al momento di firmare con la Williams la BAR non avesse ancora un contratto con un fornitore "ufficiale" di motori) non fosse applicabile, visto l'accordo siglato poco dopo con la Honda. La squadra anglo-americana fece quindi ricorso al Contract Recognition Board di Ginevra, la cui decisione era attesa prima del Gran Premio d'Italia.

### Aspetti tecnici

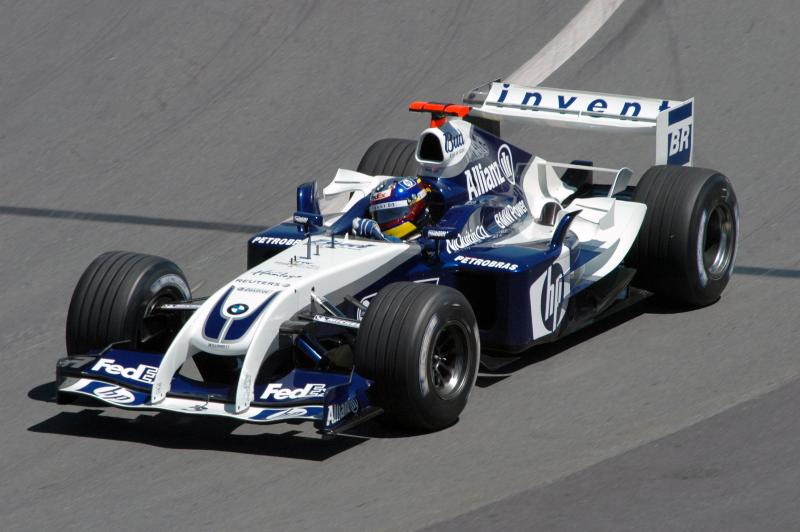
Juan Pablo Montoya al volante della FW26 con il musetto in configurazione originale.

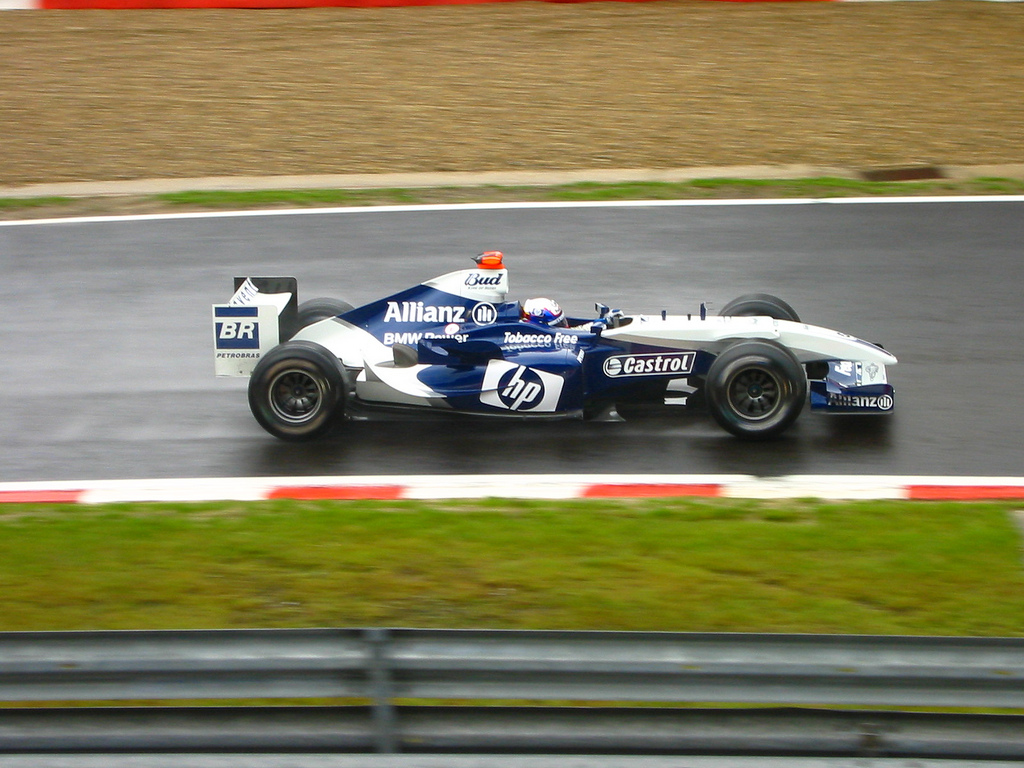
Montoya alla guida della FW26 con il musetto più convenzionale introdotto in Ungheria.

La FIA introdusse con effetto immediato delle nuove verifiche sulla flessibilità dei profili alari degli alettoni posteriori, al centro di diverse polemiche tra le squadre e fonte di preoccupazioni per la sicurezza visti i cedimenti registrati nelle gare precedenti (l'ultimo subito da Kimi Räikkönen durante il Gran Premio di Germania). In particolare ad una trazione di 50 kg, applicata in tre punti sul profilo, doveva corrispondere una deformazione massima di 5 mm. Questo cambio regolamentare indusse la maggior parte delle scuderie ad apportare modifiche all'alettone posteriore delle proprie monoposto, per rimanere entro i limiti previsti.
Nelle settimane precedenti il Gran Premio, la BAR perse il ricorso presentato contro la decisione dei commissari di bandire il sistema di trasferimento di coppia tra le ruote anteriori provato dalla scuderia anglo-americana nel precedente Gran Premio di Germania, considerato un sistema di ausilio attivo alla frenata.
La Williams completò il rinnovamento della sua FW26, già pesantemente modificata nel telaio e nell'aerodinamica nelle gare precedenti. In Ungheria la vettura perse la sua caratteristica più vistosa: il musetto "a tricheco" utilizzato fino a quel momento, ritenuto penalizzante per il peso elevato della struttura deformabile, fu sostituito da una soluzione più convenzionale.

## Prove libere

### Resoconto
Come di consueto nelle due sessioni di venerdì BAR, Jaguar, Toyota, Jordan e Minardi schierarono in pista una terza vettura, affidata rispettivamente a Anthony Davidson, Björn Wirdheim, Ryan Briscoe, Timo Glock e Bas Leinders.

### Risultati
I tempi migliori nella prima sessione di prove libere di venerdì furono i seguenti:
| Pos | Nº | Pilota             | Costruttore | Tempo    |
| --- | -- | ------------------ | ----------- | -------- |
| 1   | 1  | Michael Schumacher | Ferrari     | 1'21"552 |
| 2   | 2  | Rubens Barrichello | Ferrari     | 1'21"938 |
| 3   | 35 | Anthony Davidson   | BAR - Honda | 1'21"951 |

I tempi migliori nella seconda sessione di prove libere di venerdì furono i seguenti:
| Pos | Nº | Pilota             | Costruttore        | Tempo    |
| --- | -- | ------------------ | ------------------ | -------- |
| 1   | 6  | Kimi Räikkönen     | McLaren - Mercedes | 1'20"884 |
| 2   | 1  | Michael Schumacher | Ferrari            | 1'21"009 |
| 3   | 3  | Juan Pablo Montoya | Williams - BMW     | 1'21"185 |

I tempi migliori nella prima sessione di prove libere di sabato furono i seguenti:
| Pos | Nº | Pilota             | Costruttore    | Tempo    |
| --- | -- | ------------------ | -------------- | -------- |
| 1   | 1  | Michael Schumacher | Ferrari        | 1'20"216 |
| 2   | 4  | Antônio Pizzonia   | Williams - BMW | 1'20"482 |
| 3   | 3  | Juan Pablo Montoya | Williams - BMW | 1'20"696 |

I tempi migliori nella seconda sessione di prove libere di sabato furono i seguenti:
| Pos | Nº | Pilota             | Costruttore | Tempo    |
| --- | -- | ------------------ | ----------- | -------- |
| 1   | 9  | Jenson Button      | BAR - Honda | 1'19"556 |
| 2   | 1  | Michael Schumacher | Ferrari     | 1'19"747 |
| 3   | 2  | Rubens Barrichello | Ferrari     | 1'19"768 |

## Qualifiche

### Resoconto
Le qualifiche si svolsero con un clima variabile e questo influenzò i risultati della sessione di pre-qualifica (in base alla quale veniva determinato l'ordine di uscita in pista nella sessione ufficiale); sebbene in modo meno plateale di quanto successo a Silversone, per poter scendere in pista prima dei rivali diversi piloti non spinsero al massimo, tanto che alle spalle delle Ferrari si piazzarono le Sauber di Giancarlo Fisichella e Felipe Massa. 
Alla fine le prove si svolsero interamente sull'asciutto e la Ferrari dominò le qualifiche, monopolizzando la prima fila: Michael Schumacher conquistò la pole position davanti al compagno di squadra Rubens Barrichello. Terzo tempo per Takuma Satō, che precedette il compagno di team Jenson Button; seguivano Fernando Alonso, Antônio Pizzonia e Juan Pablo Montoya. Solo decimo Kimi Räikkönen, penalizzato come il compagno di squadra David Coulthard da una scelta di pneumatici errata. Felipe Massa, consapevole di dover scontare una penalità di 10 posizioni per aver cambiato il motore, non fece segnare nessun tempo cronometrato e fu classificato in fondo al gruppo.

### Classifica
| Pos | No | Pilota               | Costruttore        | Pneumatici | Pre-qualifiche | Qualifiche  | Distacco |
| --- | -- | -------------------- | ------------------ | ---------- | -------------- | ----------- | -------- |
| 1   | 1  | Michael Schumacher   | Ferrari            | B          | 1'19"107       | 1'19"146    |          |
| 2   | 2  | Rubens Barrichello   | Ferrari            | B          | 1'18"436       | 1'19"323    | +0"177   |
| 3   | 10 | Takuma Satō          | BAR - Honda        | M          | 1'19"695       | 1'19"693    | +0"547   |
| 4   | 9  | Jenson Button        | BAR - Honda        | M          | 1'19"878       | 1'19"700    | +0"554   |
| 5   | 8  | Fernando Alonso      | Renault            | M          | 1'20"135       | 1'19"996    | +0"850   |
| 6   | 4  | Antônio Pizzonia     | Williams - BMW     | M          | 1'20"019       | 1'20"170    | +1"024   |
| 7   | 3  | Juan Pablo Montoya   | Williams - BMW     | M          | 1'19"821       | 1'20"199    | +1"053   |
| 8   | 11 | Giancarlo Fisichella | Sauber - Petronas  | B          | 1'19"668       | 1'20"324    | +1"178   |
| 9   | 7  | Jarno Trulli         | Renault            | M          | 1'19"879       | 1'20"411    | +1"265   |
| 10  | 6  | Kimi Räikkönen       | McLaren - Mercedes | M          | 1'20"066       | 1'20"570    | +1"424   |
| 11  | 14 | Mark Webber          | Jaguar - Cosworth  | M          | 1'21"452       | 1'20"730    | +1"584   |
| 12  | 5  | David Coulthard      | McLaren - Mercedes | M          | 1'21"192       | 1'20"897    | +1"751   |
| 13  | 17 | Olivier Panis        | Toyota             | M          | 1'20"491       | 1'21"068    | +1"922   |
| 14  | 15 | Christian Klien      | Jaguar - Cosworth  | M          | 1'21"510       | 1'21"118    | +1"972   |
| 15  | 16 | Ricardo Zonta        | Toyota             | M          | 1'20"199       | 1'21"135    | +1"989   |
| 16  | 18 | Nick Heidfeld        | Jordan - Cosworth  | B          | 1'20"439       | 1'22"180    | +3"034   |
| 17  | 19 | Giorgio Pantano      | Jordan - Cosworth  | B          | 1'21"187       | 1'22"356    | +3"210   |
| 18  | 21 | Zsolt Baumgartner    | Minardi - Cosworth | B          | 1'24"656       | 1'24"329    | +5"183   |
| 19  | 20 | Gianmaria Bruni      | Minardi - Cosworth | B          | 1'23"362       | 1'24"679    | +5"533   |
| 20  | 12 | Felipe Massa         | Sauber - Petronas  | B          | 1'19"658       | Senza tempo | /        |

## Gara

### Resoconto
Al via scattarono bene Michael Schumacher e Rubens Barrichello, che mantennero la testa della corsa; il pilota brasiliano dovette però difendersi da Fernando Alonso, partito benissimo dalla quinta posizione. Partì bene anche Juan Pablo Montoya, che si portò alle spalle dello spagnolo, mentre Takuma Satō scivolò addirittura all'ottavo posto. Al termine del primo giro, Michael Schumacher conduceva davanti a Barrichello, Alonso, Montoya, Button, Jarno Trulli, Kimi Räikkönen e Sato; non ci furono sorpassi fino alla prima serie di rifornimenti, aperta da Alonso al decimo passaggio. Al 12º giro rientrò ai box anche Räikkönen; il finlandese fu però costretto al ritiro poco dopo per un guasto al motore. Grazie al ritiro del pilota della McLaren, entrò in zona punti Antônio Pizzonia; non ci furono altri cambi di posizione e i due ferraristi continuarono a condurre con un margine crescente su Alonso. Le prime posizioni rimasero abbastanza definite; la gara fu animata solo dal duello per il settimo posto tra Sato e Pizzonia e da quello tra David Coulthard e Mark Webber per il decimo, che si concluse con un testacoda dell'australiano al 25º giro.
Tre tornate più tardi, Sato fu il primo pilota ad effettuare il secondo pit stop; anche la seconda serie di soste non portò cambiamenti, con l'eccezione di Trulli che scese dalla sesta all'ottava posizione a vantaggio di Sato e Pizzonia, che continuarono la loro lotta. A circa metà gara, Michael Schumacher aveva un vantaggio di circa quaranta secondi su Alonso e di cinquanta su Montoya, quarto. Non accadde praticamente nulla fino al 42º passaggio, quando Trulli fu il primo pilota ad effettuare la terza sosta; poco dopo l'abruzzese si ritirò con il motore rotto. Ne approfittò Giancarlo Fisichella, che entrò in zona punti; i rifornimenti non portarono altri cambiamenti e Michael Schumacher ottenne la dodicesima vittoria stagionale davanti al compagno di squadra Barrichello, Alonso, Montoya, Button, Sato, Pizzonia e Fisichella. Grazie a questa doppietta, la Ferrari divenne matematicamente Campione del Mondo Costruttori per la sesta volta consecutiva e con ben cinque gare di anticipo; inoltre Button uscì definitivamente dalla lotta per il Titolo Piloti, ristretta quindi ai soli Schumacher e Barrichello.

### Risultati
| Pos      | No | Pilota               | Costruttore        | Pneumatici | Giri | Tempo/Ritiro e posizione al ritiro | Partenza | Punti |
| -------- | -- | -------------------- | ------------------ | ---------- | ---- | ---------------------------------- | -------- | ----- |
| 1        | 1  | Michael Schumacher   | Ferrari            | B          | 70   | 1h 35'26"131                       | 1        | 10    |
| 2        | 2  | Rubens Barrichello   | Ferrari            | B          | 70   | +4"696                             | 2        | 8     |
| 3        | 8  | Fernando Alonso      | Renault            | M          | 70   | +44"599                            | 5        | 6     |
| 4        | 3  | Juan Pablo Montoya   | Williams - BMW     | M          | 70   | +1'02"613                          | 7        | 5     |
| 5        | 9  | Jenson Button        | BAR - Honda        | M          | 70   | +1'07"469                          | 4        | 4     |
| 6        | 10 | Takuma Satō          | BAR - Honda        | M          | 69   | +1 giro                            | 3        | 3     |
| 7        | 4  | Antônio Pizzonia     | Williams - BMW     | M          | 69   | +1 giro                            | 6        | 2     |
| 8        | 11 | Giancarlo Fisichella | Sauber - Petronas  | B          | 69   | +1 giro                            | 8        | 1     |
| 9        | 5  | David Coulthard      | McLaren - Mercedes | M          | 69   | +1 giro                            | 12       |       |
| 10       | 14 | Mark Webber          | Jaguar - Cosworth  | M          | 69   | +1 giro                            | 11       |       |
| 11       | 17 | Olivier Panis        | Toyota             | M          | 69   | +1 giro                            | 13       |       |
| 12       | 18 | Nick Heidfeld        | Jordan - Cosworth  | B          | 68   | +2 giri                            | 16       |       |
| 13       | 15 | Christian Klien      | Jaguar - Cosworth  | M          | 68   | +2 giri                            | 14       |       |
| 14       | 20 | Gianmaria Bruni      | Minardi - Cosworth | B          | 66   | +4 giri                            | 19       |       |
| 15       | 21 | Zsolt Baumgartner    | Minardi - Cosworth | B          | 65   | +5 giri                            | 18       |       |
| Ritirato | 19 | Giorgio Pantano      | Jordan - Cosworth  | B          | 48   | Cambio (14°)                       | 17       |       |
| Ritirato | 7  | Jarno Trulli         | Renault            | M          | 41   | Motore                             | 9        |       |
| Ritirato | 16 | Ricardo Zonta        | Toyota             | M          | 31   | Impianto elettrico (16°)           | 15       |       |
| Ritirato | 12 | Felipe Massa         | Sauber - Petronas  | B          | 21   | Freni (17°)                        | 20       |       |
| Ritirato | 6  | Kimi Räikkönen       | McLaren - Mercedes | M          | 13   | Motore (11°)                       | 10       |       |

## Classifiche

### Piloti
| Pos. | Pilota               | Punti |
| ---- | -------------------- | ----- |
| 1    | Michael Schumacher   | 120   |
| 2    | Rubens Barrichello   | 82    |
| 3    | Jenson Button        | 65    |
| 4    | Jarno Trulli         | 46    |
| 5    | Fernando Alonso      | 45    |
| 6    | Juan Pablo Montoya   | 38    |
| 7    | David Coulthard      | 19    |
| 8    | Kimi Räikkönen       | 18    |
| 8    | Takuma Satō          | 18    |
| 10   | Giancarlo Fisichella | 14    |
| 11   | Ralf Schumacher      | 12    |
| 12   | Mark Webber          | 7     |
| 13   | Felipe Massa         | 5     |
| 13   | Olivier Panis        | 5     |
| 15   | Antônio Pizzonia     | 4     |
| 16   | Cristiano da Matta   | 3     |
| 16   | Nick Heidfeld        | 3     |
| 18   | Timo Glock           | 2     |
| 19   | Zsolt Baumgartner    | 1     |

### Costruttori
| Pos. | Team               | Punti |
| ---- | ------------------ | ----- |
| 1    | Ferrari            | 202   |
| 2    | Renault            | 91    |
| 3    | BAR - Honda        | 83    |
| 4    | Williams - BMW     | 54    |
| 5    | McLaren - Mercedes | 37    |
| 6    | Sauber - Petronas  | 19    |
| 7    | Toyota             | 8     |
| 8    | Jaguar - Cosworth  | 7     |
| 9    | Jordan - Cosworth  | 5     |
| 10   | Minardi - Cosworth | 1     |